# Konzil von Vienne

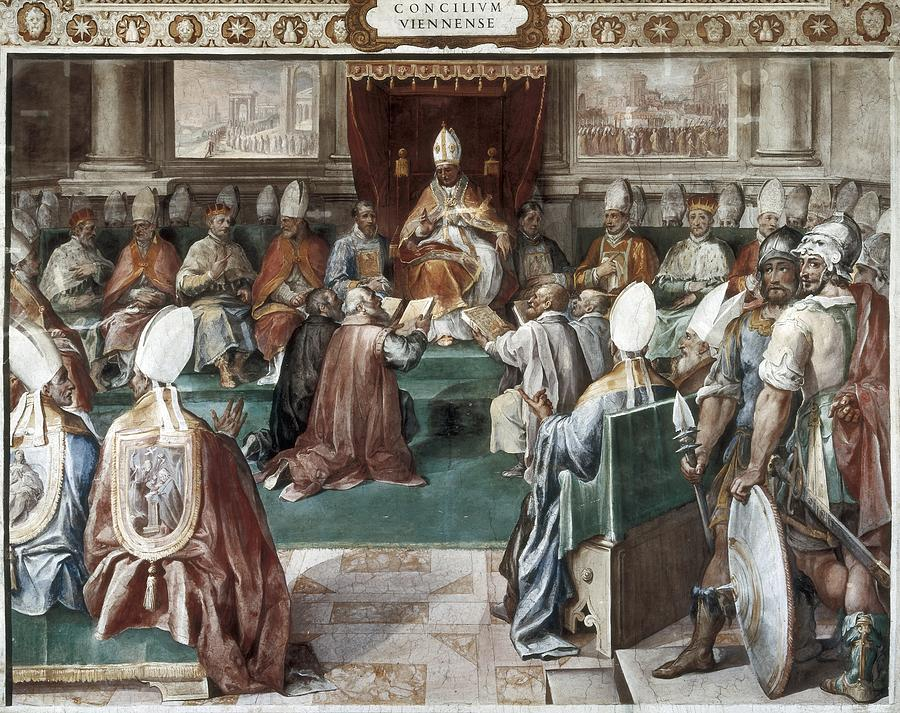
Das Konzil von Vienne (Gemälde von Paul LaCroix, Mitte 19. Jhd., veröffentlicht 1880)

Das Konzil von Vienne (lat. Concilium Viennense) fand vom 16. Oktober 1311 bis zum 6. Mai 1312 statt. Dies war das 15. Allgemeine Konzil und wurde von Papst Clemens V. einberufen.
Das Konzil entschied, dass den Templern die ihnen 1307 im Templerprozess vorgeworfene Häresie und Blasphemie nicht nachgewiesen worden seien. Dennoch sei, allein schon durch den nunmehr schlechten Ruf des Ordens, dieser aufzulösen, um weiteren Schaden von der Kirche abzuwenden. Der Papst übertrug in weiteren Bullen, unter anderem Ad providam, den Besitz der Templer auf den Johanniterorden.
Auf Antrag des rheinischen Prälaten wurde das fahrende Beginentum generell verboten und ihr Ordenshabit unter Androhung der Exkommunikation verbannt (Bulle Cum de quibusdam). Den übrigen Beginen und Begarden wurden Privilegien wie das Predigtrecht und das Beichthörrecht entzogen, sowie auch die Frauenseelsorge (cura monialium) verboten. In der Bulle Ad nostrum quia wurden antinomische und autotheistische Häresien verurteilt, teils auf Basis von Lehrsätzen, die dem Spiegel der einfachen Seelen der Begine Marguerite Porete entnommen waren. Die Verurteilung und die darin angeführten Sätze bildeten die Basis der Verfolgung der Brüder und Schwestern des Freien Geistes im 14. Jahrhundert.
Das Konzil legte fest, dass schon die Behauptung, Zinsen zu nehmen wäre nicht verboten, Häresie sei. Weltlichen Herrschern, die es erlaubten, Zinsen zu nehmen, wurde mit der Exkommunikation gedroht. Erst durch diesen Beschluss war es möglich aus der bisherigen kirchlichen Vorgabe des Zinsverbots allgemeingültiges weltliches Recht zu schaffen.
Ebenfalls wurde die Bulle Super cathedram von Bonifatius VIII. erneuert. Darin wurde verfügt, dass die Mendikanten jeweils den vierten Teil ihres Verdienstes (und ihrer Erbansprüche) der Kirche abliefern mussten.
Diese Dekrete wurden jedoch erst 1317 veröffentlicht, da Papst Clemens V. kurz nach dem Konzil starb.
Zudem wurde beschlossen, dass in den Universitäten Paris, Oxford, Bologna und Salamanca Lehrstühle für Hebräisch, Arabisch und Chaldäisch einzurichten seien.